# マリエンベルク要塞

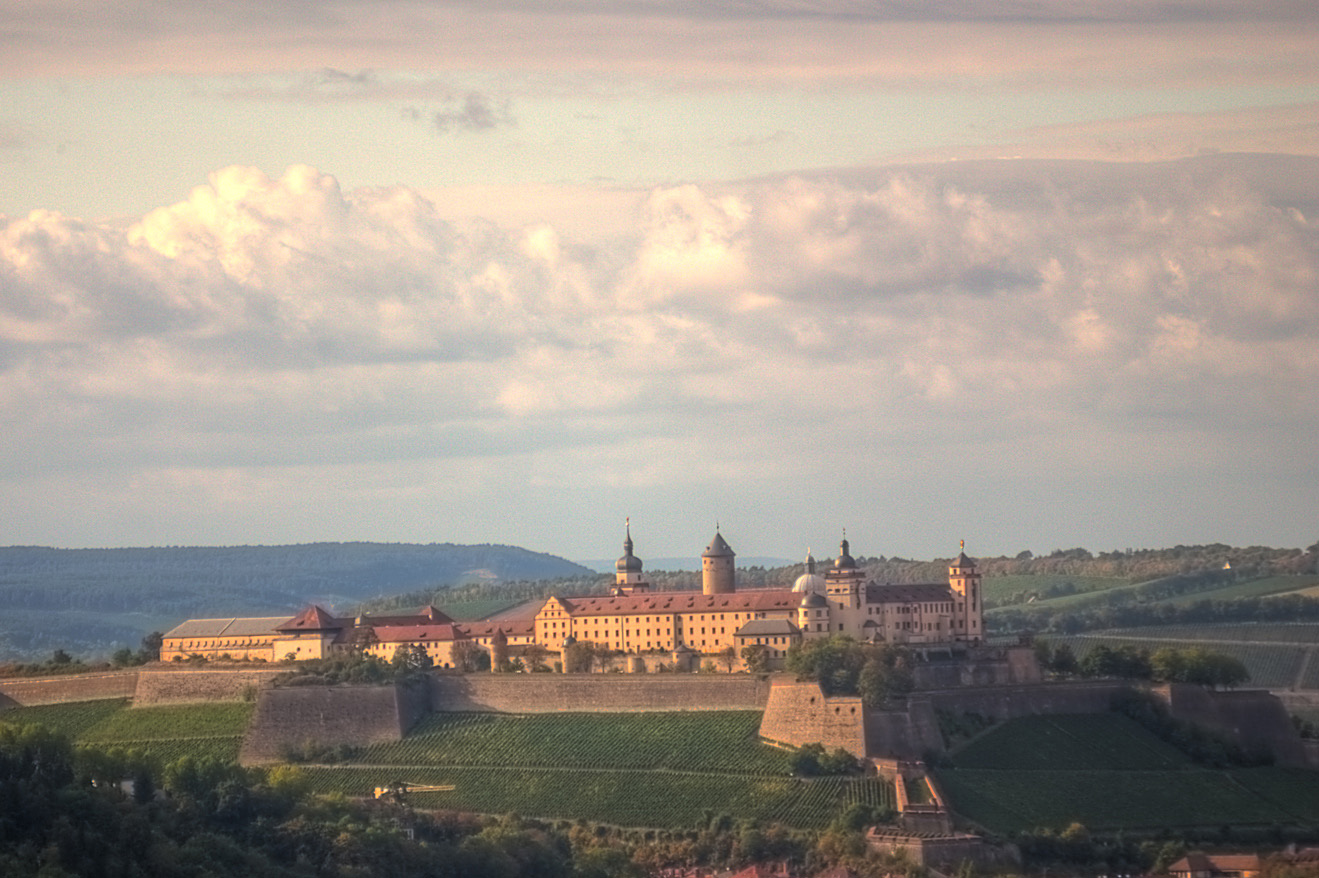
マリエンベルク要塞

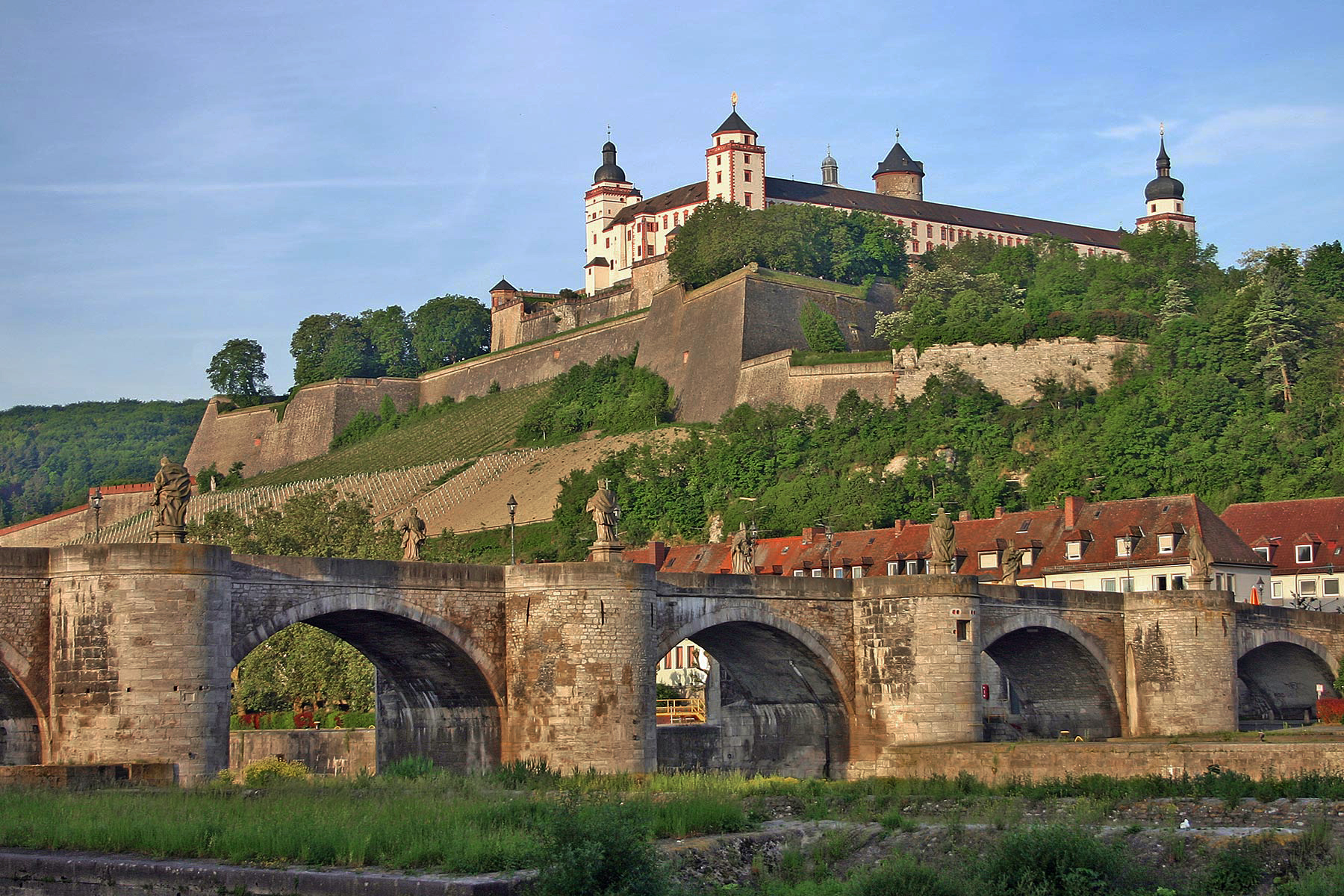
アルテ・マイン橋とマリエンベルク要塞

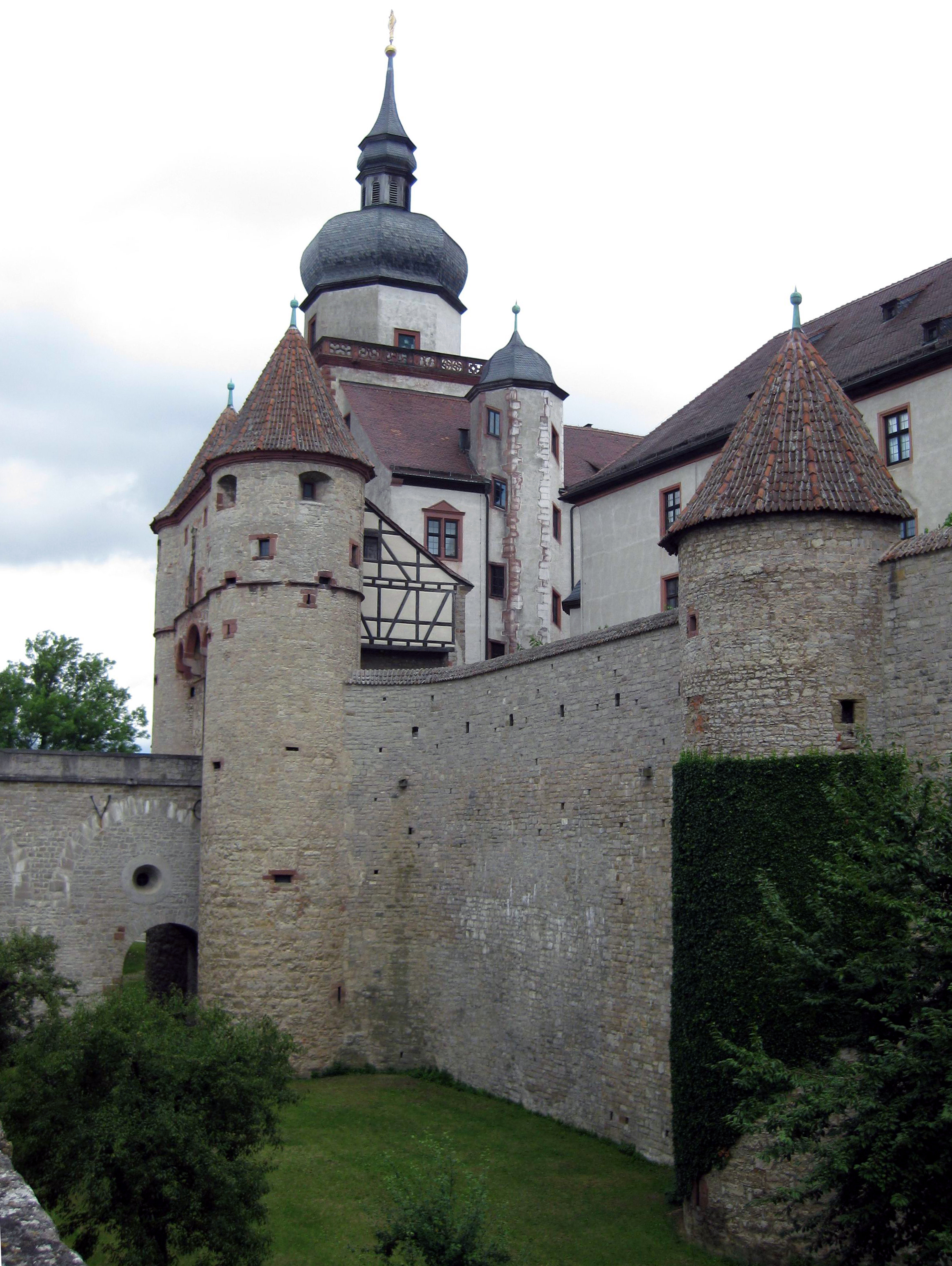
シェーレンベルク門

マリエンベルク要塞（マリエンベルクようさい、ドイツ語: Festung Marienberg）は、ドイツ・バイエルン州のウンターフランケン行政管区ヴュルツブルクにある要塞である。マリーエンベルク要塞とも表記され、ウンターフラウエンベルク要塞（Festung Unterfrauenberg）の別名がある。

## 位置
マリエンベルク要塞は、マイン川左岸にある、川から約100 mほどの高さのある丘に位置している。西側は、この丘に面している中で唯一平坦になっている場所である。北側には、1990年の地方庭園博覧会 (Landesgartenschau) に際して造営された庭園が広がっている。他の2面はブドウ畑になっており、東側は小さな斜面になっていて、南側にはInnere Leisteと呼ばれる斜面になっている。

## 歴史
ケルト人の時代には既にこの地は要塞となっており、またフランク人が6世紀に移住してくるまでは、礼拝所として用いられていた。8世紀の始め頃には、ヴュルツブルク最古の教会である聖母マリア教会（聖マリー教会）が、ヴュルツブルクの司教が当初埋葬されていた場所に成立しており、これは当時の墓石が証拠となっている。マリエンベルク要塞の下、マイン川の谷には、この町で最古の教会である聖ブルカート教会 (St. Burkard) がある。
要塞は歴史上何度も造り直されてきた。残存しているもっとも古い部分は聖母マリア教会の部分で704年頃のものである。
1200年頃、主塔や深い井戸を備えた城の設備が、コンラート・フォン・クエルフルト (Konrad von Querfurt) の宮殿に建設された。1253年から1719年まで、マリエンベルク要塞はヴュルツブルク司教の居館であった。

### ドイツ農民戦争

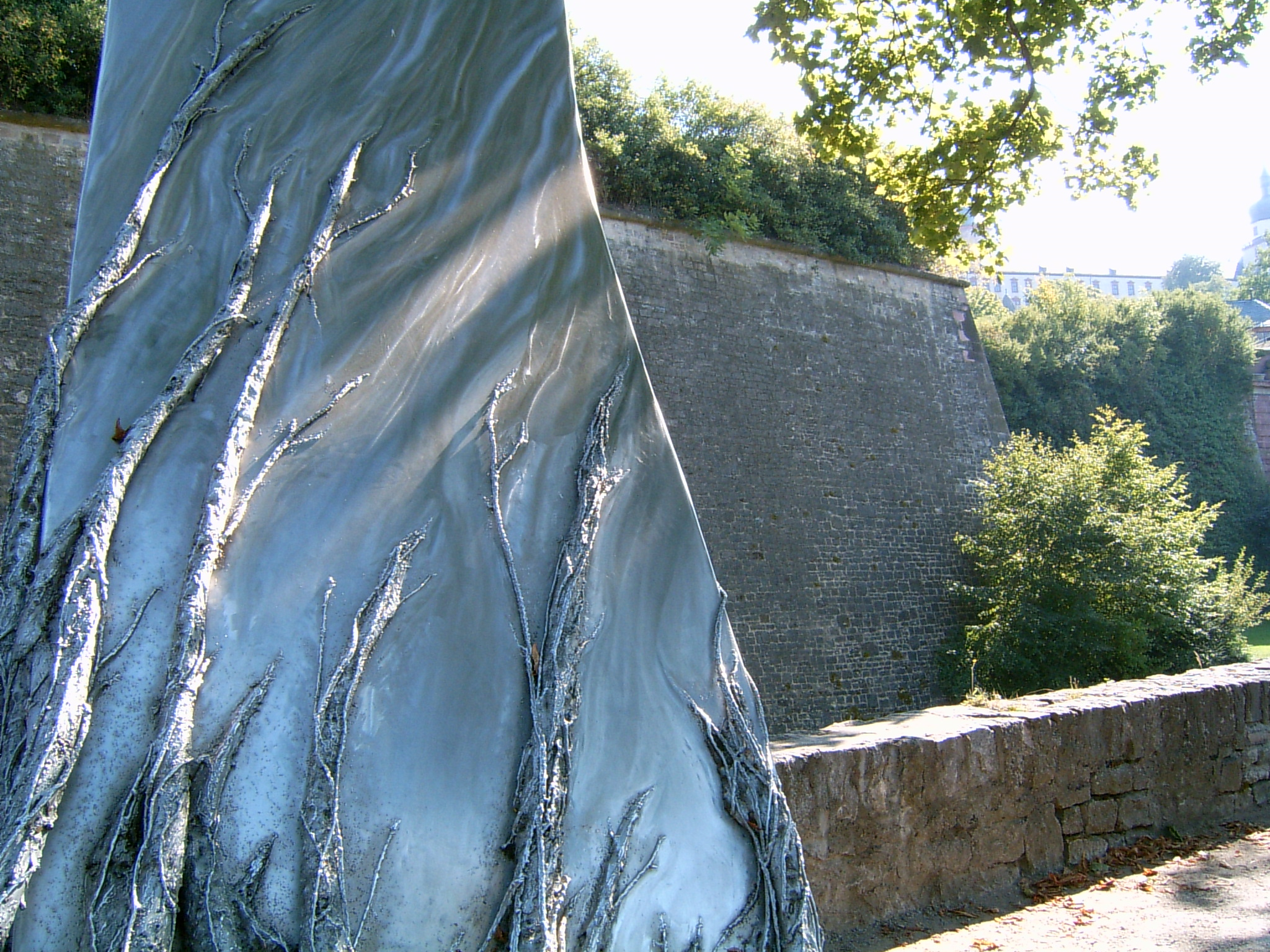
農民反乱の鎮圧の記念碑

ドイツ農民戦争中の1525年、マリエンベルク要塞は攻撃を受けたが、不成功に終わった。テューンゲンのコンラート2世 (Konrad II. von Thüngen) の支持者たちは、他のヴュルツブルク司教区が反乱軍によって荒らされつくしている中で城の一部に留まり続け、シュヴァーベン同盟軍と逃亡から戻ってきた司教の軍隊が、統制に劣る農民軍を軍事的に打ち破るまで篭城を続けた。反乱を起こした農民軍は、ヴュルツブルクの門のところで酷く打ち破られた。
農民軍の包囲下の要塞の指揮官は、聖堂参事会員で辺境伯のフリードリヒ・フォン・ブランデンブルク（Friedrich von Brandenburg-Ansbach、1497年 - 1536年）であった。彼は18部隊を指揮しており、それぞれのレベルに応じて要塞の各所に配置された。さらに彼自身が戦術予備を率いていた。兵士たちはちょうど、ゼバスティアン・フォン・ローテンハン(Sebastian von Rotenhan) によってヴェルネック、ローテンフェルス、ホンブルク、カールスブルクの各城から集結してきたところであった。合計で400人ほどが要塞におり、そのうち240人が武装していた。
主要な人物としては、カステル伯爵 (Castell) グラーフ・ヴォルフ (Graf Wolf)、
また参加にた司教座聖堂参事会員は，
ハンス・フォン・リヒテンシュタイン (Hans von Lichtenstein)
メルヒオール・ツォーベル・フォン・ギーベルシュタット (Melchior Zobel von Giebelstadt)
ハンス・フォン・グルムバッハ (Hans von Grumbach)
オットー・グロース (Otto Groß)
ジーグムント・フックス (Sigmund Fuchs)
ハインツ・フォン・シュタイン (Hainz von Stein)
ヴォルフ・フォン・フルバッハ (Wolf von Fulbach)
マーテルン・フォン・フェステンベルク (Matern von Vestenberg)
ヴェルナー・フォン・シュテッテン (Werner von Stetten)
セバスティアン・ガイヤー (Sebastian Geyer)
ローレンツ・フォン・フッテン (Lorenz von Hutten)
ヴェンデル・フォン・リヒテンシュタイン (Wendel von Lichtenstein)
アンドレアス・シュタイン・フォン・アルテンシュタイン (Andreas Stein von Altenstein)
ゲオルク・ヴェムクディンガー (Georg Wemckdinger)
バーテル・トルクゼス (Barthel Truchseß)
ゲッツ・フォン・テューンゲン (Götz von Thüngen)
フィリップ・ベルンハイマー (Philipp Bernheimer) が挙げられる。
作戦会議に参加したのは、
ゼバスティアン・フォン・ローテンハン、フィリップ・フォン・ヘルビルシュタット (Philipp von Herbilstatt)
オイシュタヒウス・ウント・ベルンハルト・フォン・テューンゲン (Eustachius und Bernhard von Thüngen)
カール・ツェルナー (Carl Zöllner)
フリードリヒ・フォン・シュヴァルツェンベルク (Friedrich von Schwarzenberg)
ハンス・フォン・ビブラ (Hans von Bibra)
ジルヴェスター・フォン・シャウムベルク (Silvester von Schaumberg) であった。
他にデション・ヨハン・フォン・グッテンベルク (Dechant Johann von Guttenberg)、コンラート・フォン・ビブラ (Konrad von Bibra)、他のヴュルツブルクの聖堂参事会員らもいた 。
マリエンベルク要塞の斜面にあるテルシュタイゲ (Tellsteige) には小さな記念碑が建てられており、多くの農民とその願いを追憶している。ティルマン・リーメンシュナイダーは市議会議員であったにもかかわらず農民軍の立場を支持し、このために6週間に及ぶ反乱が鎮圧された後にマリエンベルク要塞に拘束された。グレッセンガッセ（Gressengasse、グレッセン通り）にある歴史的な宿屋、ホーフ・ツム・シュタッヘル (Hof zum Stachel) はその当時、反乱側の市民や農民たちの集合場所となっており、目印にするためにモーニングスター（棘のついた武器）を宿の象徴とした（シュタッヘル Stachelはドイツ語で棘という意味）。

### 現代まで
1572年の火災が要塞の一部を破壊した後、1573年から新しい領主司教のユリウス・エヒター・フォン・メスペルブルン (Julius Echter von Mespelbrunn) はその当時の様式であるルネサンス式の要塞への改築を推進した。
三十年戦争では、スウェーデンのグスタフ2世アドルフが1631年10月18日にこの要塞を征服し、その後に部分的に拡張を行った。帰還した司教たちがスウェーデン軍を追い払った後、要塞はバロック建築に改造された。
領主司教のヨハン・フィリップ・フォン・シェーンボルン (Johann Philipp von Schönborn) とその支持者たちが、さらなる要塞化と多くの砦の建設を進めた。合計で12 マイルにおよぶ城壁が建設された。これに加えて城内の主塔のそばに、105 mの深さの井戸を内部に備えた建屋が設けられた。フュルステン庭園は1700年頃に現在の形となり、マシクリ塔（マシクリは出し狭間という意味）は1724年に建設された。
1866年の普墺戦争中のマイン戦役 (Mainfeldzug) では、バイエルン王国軍が使用していたマリエンベルク要塞にプロイセン王国軍が砲撃を加えた。これによりマリエンベルク要塞は激しく炎上したが、バイエルン王国軍の要塞砲兵は効果的に反撃し、砲撃開始と同日の休戦協定発効（1866年7月26日）まで持ちこたえ、要塞は陥落しなかった。
第二次世界大戦中、1945年5月16日のヴュルツブルク空襲 (Bombenangriff auf Würzburg am 16. März 1945) では、要塞は大きな被害を受け、1950年に再建された。

## 建築物

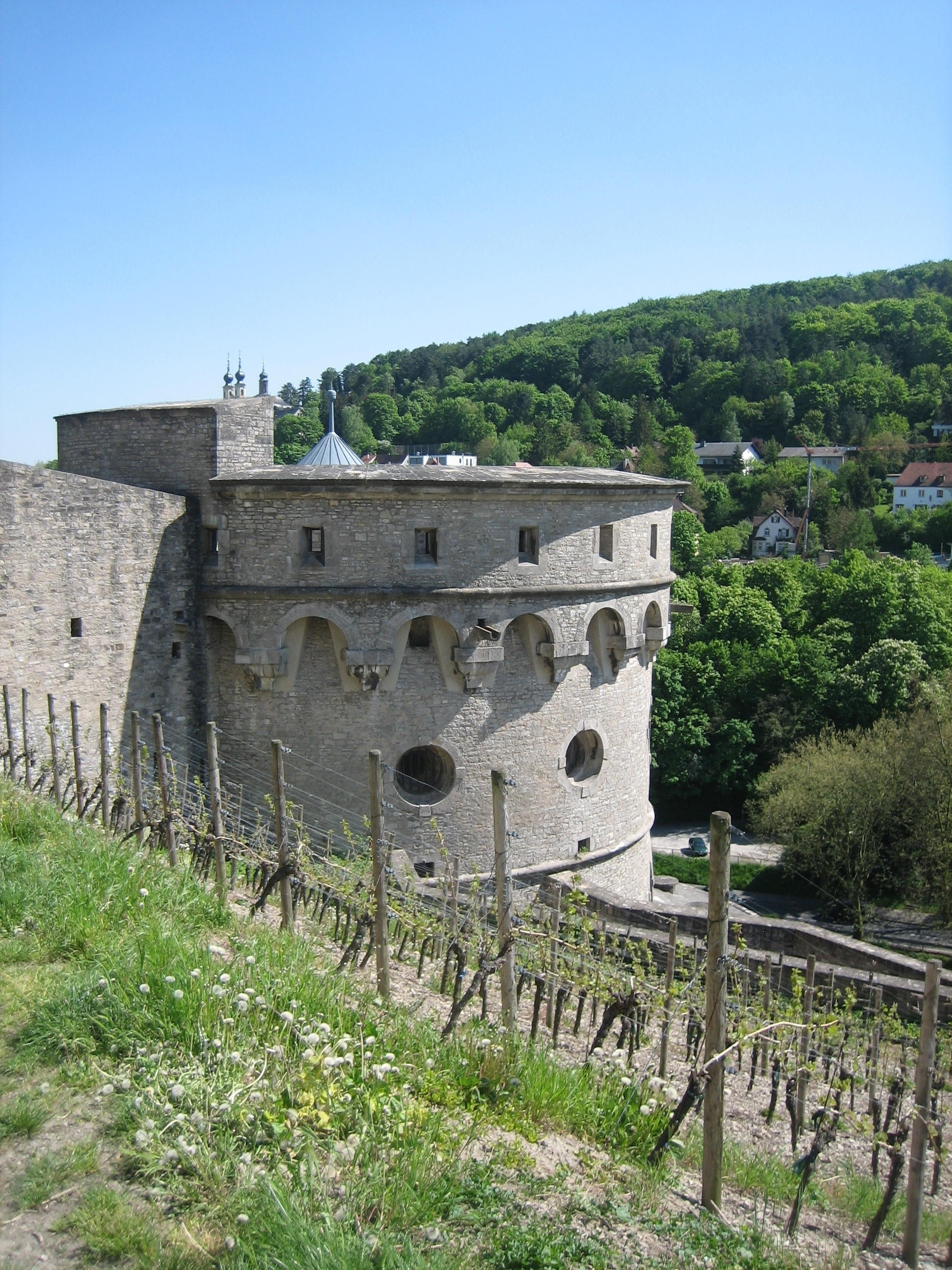
マシクリ塔

この要塞のある丘は、紀元前1000年頃には既にケルト人が住んでおり、6世紀頃にはフランク人が支配していた。聖母マリア教会（聖マリー教会）は706年頃に建設されたメロヴィング朝様式の円形の建物で、後に何度も建て直されるが、ドイツでも最古の建物の1つである。この教会は城の内庭にあり、同じ内庭には中に井戸のある八角形の建物と、1200年頃に建設された丸い主塔がある。司教のクエルフェルトのコンラート1世は、その頃要塞化を開始した。内庭を囲む部分には、南東には太陽の塔、北東には聖母マリアの塔、北西には聖キリアンの塔という3つの塔が設けられた。聖母マリアの塔の上には、マルクト広場の聖母マリア礼拝堂の塔にあるのと同じ聖母マリアの光彩つきの絵が置かれている。シェーレンベルク門を通じて内庭に入ることができる。1500年頃には、司教館の中の司教の部屋への階段として、ビブラトレッペ (Bibratreppe) という階段が建設された。1572年から領主司教のユリウス・エヒター・フォン・メスペルブルンがルネサンス様式に新築・改築を行った。要塞の外側の庭には、兵器庫など他にも多くの建物がある。要塞は多くの塔と門に囲まれているが、南側のブドウ畑の中には1728年にバルタザール・ノイマンによって建築されたマシクリ塔という4層の砲台がある。「マリエンベルク要塞の眺め」 (Blick auf die Veste Marienberg) という名前のエーリッヒ・ヘッケル (Erich Heckel) による絵は、要塞の珍しい展望を描いており、ヴュルツブルクのクルトゥアーシュパイヒャー博物館 (Museum im Kulturspeicher) で展示されている。

## 現在の利用
マリエンベルク要塞には現在、マインフランケン博物館と領主館博物館が置かれている。